# محمد کالون
محمد کالون (انگلیسی: Mohamed Kallon؛ زادهٔ ۶ اکتبر ۱۹۷۹) بازیکن فوتبال اهل سیرالئون است.
از باشگاه‌هایی که در آن بازی کرده‌است می‌توان به باشگاه فوتبال کالیاری، باشگاه فوتبال موناکو، باشگاه فوتبال آ. ا. ک آتن، باشگاه فوتبال الشباب امارات، باشگاه فوتبال ویچنزا، باشگاه فوتبال بیجینگ رن، و باشگاه فوتبال رجینا، باشگاه فوتبال لوگانو، باشگاه فوتبال اینتر میلان، باشگاه فوتبال جنوآ، باشگاه فوتبال الاتحاد، باشگاه فوتبال بولونیا، باشگاه فوتبال اینتر میلان، باشگاه فوتبال الهلال، باشگاه فوتبال الشعب امارات، باشگاه فوتبال بیجینگ رن، و باشگاه فوتبال آسکولی اشاره کرد.
وی همچنین در تیم ملی فوتبال سیرالئون بازی کرده‌است.